# Dejan Franjković
Dejan Franjković (ur. 26 października 1987) – serbski zapaśnik walczący przeważnie w stylu klasycznym. Zajął 25. miejsce na mistrzostwach świata w 2013. Dziewiąty na mistrzostwach Europy w 2017. Dziewiętnasty na igrzyskach europejskich w 2015. Mistrz śródziemnomorski w 2012 i 2014 i trzeci w 2011 roku.